# Américo Cruz y Fernández
Américo Cruz y Fernández (* 1908; † 1999) war ein kubanischer Diplomat.

## Leben
Cruz wurde 1930 Gesandtschaftssekretär dritter Klasse. 1936 wurde er von Kolumbien nach Tokio versetzt. 1940 war er Gesandtschaftssekretär zweiter Klasse in Rom. 1944 wurde er bei der Einwanderungsbehörde in der Abteilung 'Negociado de Cartas de Ciudadanía' beschäftigt. Von 1944 bis 1947 war er Geschäftsträger in Tegucigalpa. 1947 leitete er die Migrationsbehörde.
Vom 14. November 1952 bis 1953 war er Geschäftsträger in Ottawa. Vom 22. April bis Oktober 1960 war er Botschafter in Buenos Aires. Die Regierung von Arturo Frondizi fand in seinem Koffer Briefe von Anhängern von Juan Perón und wies ihn aus. Von 16. Juni 1964 bis 21. Juni 1968 war er Botschafter in Ottawa.
Von 21. Juni 1968 bis Januar 1978 war er Botschafter in Bern.